# فرنك ليختنشتاين

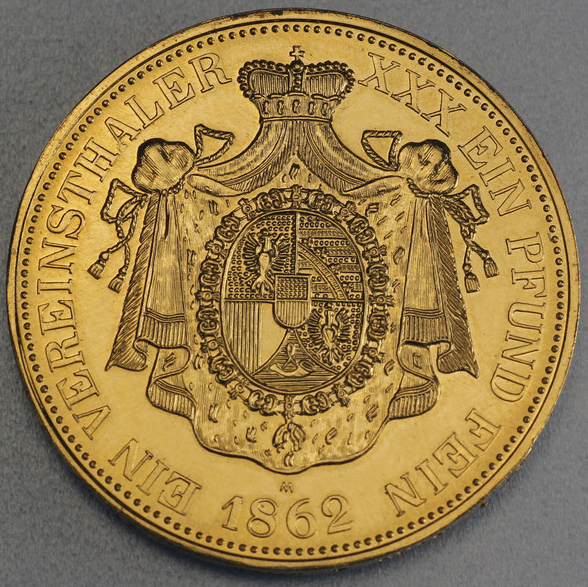
ليختنشتاين فيرينستالر، 1862

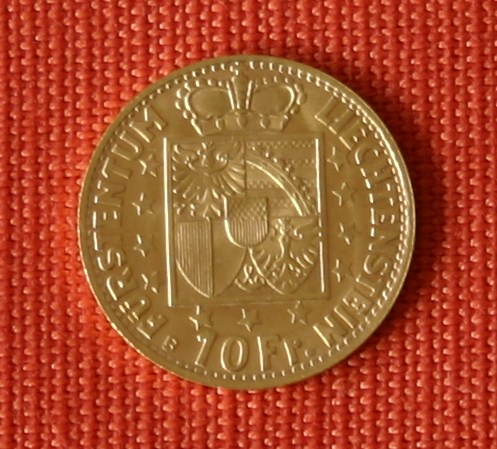
10 فرنك ليختنشتاين عملة ذهبية من عام 1946، 2.90 جرام من الذهب الخالص ، مسكوكة وفقًا لمعيار الاتحاد النقدي اللاتيني

الفرنك السويسري (الجمع: فرنكات، بالألمانية: فرانك، الجمع: فرانكن) هو عملة ليختنشتاين منذ عام ١٩٢٠. الفرنك السويسري هو وسيلة نقدية قانونية نظرًا لأن ليختنشتاين في اتحاد جمركي ونقدي مع سويسرا. اتفاقية عام ١٩٨٠ بين سويسرا وليختنشتاين تسمح للأخيرة بطبع كميات محدودة من الفرنكات السويسرية بوجود كتابة ليختنشتاين، ولكن فقط في شكل عملات تذكارية (تصدر أساسًا للمجمعين)، ولا يُسمح لها بطبع الأوراق النقدية .
استخدمت ليختنشتاين الكرونة والهلر النمساويين (وبالطبع، الكرونة الليختنشتاينية) حتى عام ١٩٢٠، ثم انتقلت إلى الفرنك السويسري نظرًا لعدم استقرار الكرونة. العملات الليختنشتاينية نادرة جدًا بحيث لا تتداول فعليًا، ولم تُصدر أي أوراق نقدية، باستثناء ثلاث حالات طارئة للهلر في عام ١٩٢٠. معظم عملات الفرنك الليختنشتايني تحتوي على نفس كمية المعدن الثمين الموجودة في الفرنك السويسري، باستثناء العملات المضغوطة في أواخر الثمانينات والتسعينات
أعلى عدد من عملات الفرنك الليختنشتايني المُعَدَّنة كان في عام ١٩٢٤ للقطعة بفئة فرنك واحد؛ حيث تم ضرب ٦٠٫٠٠٠ قطعة، ولكن تم صَهر ٤٥٫٣٥٥ منها لاحقًا. إذا استبعدنا عدد العملات التي تم صهرها، فإن أعلى عدد للقطع المُعَدَّنة سيكون للقطعة بفئة ٥٠ فرنكًا في عام ١٩٨٨ للاحتفال بالذكرى الخمسين لعهد الأمير فرانز جوزيف الثاني وللقطعة بفئة ١٠ فرنكات المُعَدَّنة في عام ١٩٩٠ للاحتفال بتولي الأمير هانس آدم الثاني، حيث بلغ عددها في كل منهما ٣٥,٠٠٠ قطعة

## تاريخ العملات الجديدة المستخدمة في ليختنشتاين
تم إصدار الفئات النقدية التالية:
- ١٧٢٨: ٢٠ كرويتزر، ١/٢ تالر، ٢ تالر، ١ دوكات، و ١٠ دوكات ١٧٥٨: ١/٢ تالر، ١ تالر، و١ دوكات ١٧٧٨: ١/٢ تالر، ١ تالر، و٢ دوكات

تم صك الدوكات من الذهب عيار ٩٨٦، وتم صك جميع العملات الأخرى من الفضة عيار ٥٨٣. كانت جميع العملات تحمل على الجانب الأمامي تمثال رؤوس الأمراء متجهة نحو اليمين، وعلى الجانب الخلفي أعلامهم.
في عام ١٨٦٢، تم صك عملة أخرى تحت حكم الأمير يوهان الثاني وهي عملة فيراينشتالر، والتي كان لها نفس التصميم الذي تم استخدامه في العملات السابقة. تم سحبها من التداول في عام ١٨٩٣ وكانت تصل قيمتها إلى ٣.٥٣ من التاج. حدثت إصلاحات نقدية في ٢٦ أغسطس ١٨٩٨، حيث أصبح للفلورن الواحد (بالألمانية: الجيلدن) قيمة تاج واحد (الكرون الليختنشتايني) وكان هناك ١٠٠ هلر في كل تاج. تحت حكم الأمير يوهان الثاني، تم إصدار عملات فضية بفئات ١ تاج، ٢ تاج، و٥ تيجان. تم صك عملات ذهبية بفئات ١٠ تيجان و٢٠ تاجًا. وعلى عكس العملات السابقة، تمثل وجوه الأمراء باتجاه اليسار على الجانب الأمامي لهذه العملات. تم سحب هذه العملات من التداول في ٢٨ أغسطس من عام ١٩٢٠

## تاريخ فرنك ليختنشتاين

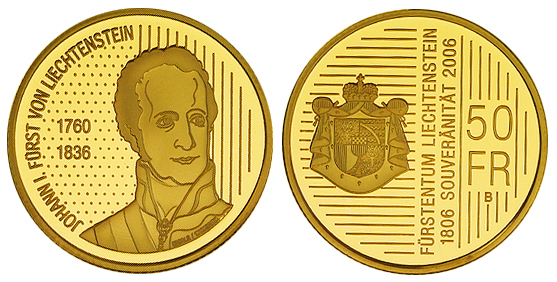
عملة معدنية فئة ٥٠ فرنك ليختنشتاين، ذهبية، ٢٠٠٦

في ٢٦ مايو ١٩٢٤، تم إجراء إصلاح نقدي آخر، وكانت العملة الجديدة تحتوي على ١٠٠ رابن للفرنك. هذه العملة ما زالت عملة ليختنشتاين الرسمية حتى اليوم. قام الأمير يوهان الثاني بتنقيب عملات فضية بفئات ١/٢ فرنك، ١ فرنك، ٢ فرنك، و ٥ فرنكات. عندما تولى الأمير فرانز الأول الحكم، لم يتم صك المزيد من هذه الفئات لأن هناك ما يكفي من عملات الفضة الخاصة بسلفه في التداول. خلال حكمه، تم تنقيب عملات ذهبية بفئات ١٠ فرنكات و ٢٠ فرنكًا في عام ١٩٣٠. تُجَسد هذه العملات على الجانب الأمامي تمثال نصفي للأمير، وهو ينظر إلى اليمين مرة أخرى

من ذلك الحين فصاعدًا، تم صك الفرنكات الليختنشتاينية فقط لأغراض الجمع، حيث أصبح الفرنك السويسري العملة الرئيسية في ليختنشتاين. في عام ١٩٤٦، قام الأمير فرانز جوزيف الثاني بتنقيب عملتين بفئات ١٠ فرنكات و٢٠ فرنكًا، و بعد عشر سنوات تم صك عملات ذهبية بفئات ٢٥ فرنكًا، ٥٠ فرنكًا و ١٠٠ فرنك. على وجه تلك العملات، للمرة الأولى، تم تصوير أمير ليختنشتاين مع زوجته. وتم الاحتفال بالذكرى المئوية للبنك الوطني الليختنشتايني في عام ١٩٦١ بتنقيب عملتين ذهبيتين بقيمة ٢٥ فرنكًا و ٥٠ فرنكًا. بمناسبة ذكرى اليوبيل الذهبي للأمير فرانز جوزيف في عام ١٩٨٨، تم صك عملة فضية بقيمة ١٠ فرنكات وعملة ذهبية بقيمة ٥٠ فرنكًا. في عام ١٩٩٠، قام هانس آدم الثاني بصك عملة فضية بقيمة ١٠ فرنكات وعملة ذهبية بقيمة ٥٠ فرنكًا للاحتفال بمراسم الولاء (بالألمانية: إربولديجنج)، التي تم خلالها نقل السلطة إلى الأمير الجديد. في عام ٢٠٠٦، تم إصدار تصميمي عملات بنفس القيمة للاحتفال بالذكرى السنوية الثانية لسيادة إمارة ليختنشتاين. وفي عام ٢٠١٩، تم إصدار مجموعة من أربع عملات، بفئات ٥، ١٠، ٢٥، و ١٠٠ فرنك، للاحتفال بالذكرى المئوية الثالثة لسيادة إمارة ليختنشتاين 
1. ↑  Währungsvertrag vom 19. Juni 1980 zwischen der Schweizerischen Eidgenossenschaft und dem Fürstentum Liechtenstein باللغة الألمانية نسخة محفوظة 2023-06-07 على موقع واي باك مشين.
2. ↑  Anniversary of the Swiss franc in Liechtenstein. liechtenstein.li نسخة محفوظة 2022-03-20 على موقع واي باك مشين.
3. ↑  See www.BanknoteWorld.com نسخة محفوظة 2008-11-20 على موقع واي باك مشين. for images
4. ↑  5 Franken - Anton Florian 300 Year Liechtenstein Numista (https://en.numista.com). Retrieved on 2020-01-05. نسخة محفوظة 2022-03-20 على موقع واي باك مشين.
5. ↑  10 Franken - Anton Florian 300 Year Liechtenstein Numista (https://en.numista.com). Retrieved on 2020-01-05. نسخة محفوظة 2022-03-20 على موقع واي باك مشين.
6. ↑  10 Franken - Anton Florian 300 Year Liechtenstein Numista (https://en.numista.com). Retrieved on 2020-01-05. نسخة محفوظة 2022-03-20 على موقع واي باك مشين.
7. ↑  25 Franken - Anton Florian 300 Year Liechtenstein Numista (https://en.numista.com). Retrieved on 2020-01-05. نسخة محفوظة 2022-03-20 على موقع واي باك مشين.
8. ↑  100 Franken - Anton Florian 300 Year Liechtenstein Numista (https://en.numista.com). Retrieved on 2020-01-05. نسخة محفوظة 2022-03-20 على موقع واي باك مشين.